# Outsiders (DC Comics)
Gli Outsiders sono un gruppo di supereroi DC Comics creati da Mike W. Barr e Jim Aparo nel 1983. Come suggerisce il nome, il gruppo è formato da supereroi metaumani che non rientrano nei canoni della comunità supereroistica "mainstream" dell'universo DC, e che svolgono missioni che i normali eroi non possono svolgere.

## Storia
Gli Outsiders hanno avuto tre incarnazioni. La prima venne fondata da Batman, quando la Lega della Giustizia si rifiutò di invadere lo stato europeo di Markovia, che aveva rapito il suo amico Lucius Fox. In seguito Batman lascerà la squadra e i cui componenti si trasferiranno a Los Angeles. La squadra si scioglierà nel 1988, solo per poi riformarsi brevemente nel 1993.
Gli Outsiders vennero ri-formati agli inizi degli anni 2000 da Nightwing e Arsenale dopo che i Titani si erano sciolti in seguito agli eventi della saga Graduation Day, in cui Donna Troy fu uccisa da un androide di Superman malvagio. L'intento di questa nuova squadra era quello di agire come "cacciatori", ricercando attivamente criminali superumani a piede libero, piuttosto che aspettare che questi agissero per poi rispondere alle loro azioni.
Nella sua formazione più recente la leadership del gruppo è stata ceduta da Nightwing a Batman, che ha reclutato altri membri e ha affermato di aver intenzione di usare il gruppo come una versione "black op" della Justice League. Dopo l'apparente morte di Batman in Crisi finale, incaricò postumo Alfred Pennyworth di reclutare un nuovo team di Outsiders per un'imminente missione di grande importanza.

## Formazione
La più recente squadra (2020) vede nelle sue file i seguenti membri:
- Black Lightning
- Freight Train
- Geo-Force
- Grace Choi
- Halo
- Katana
- Looker
- Metamorpho
- Achille Warkiller
- Owlman
- Red Robin
- Thunder (Anissa Pierce)

## Altri media
Gli Outsiders appaiono in diversi episodi della serie animata Batman: The Brave and the Bold; inoltre, una loro versione malvagia appare nel film d'animazione Justice League: La crisi dei due mondi.